# Sótektonika
A sótektonika (holokinezis) a földalatti sórétegek vízszintes vagy függőleges vándorlása a nem egyenletes nyomásviszonyok következtében.
A kősó transzlációján alapul, a kocka alakú kristályok képesek egymáson elcsúszni, így a réteg plasztikusnak tűnik. Ha a sóréteg a fedő rétegek miatt rétegterhelést kap, a só megpróbál "szökni" és áttöri a felette lévő réteget, diapírokat (sódóm, sótömzs) létrehozva.
Ha egy mélyben húzódó sóréteg felett megbomlik az addig egységes terhelés, akkor a ritkább kőzet a csekélyebb terhelésű hely felé emelkedik. Kontinentális-szegélyeken a medence alján lévő só a kontinentális lejtő ék alakú zónája felé vándorol. A sódiapír addig emelkedik felfelé, amíg a sűrűség-inverzió fennáll, ha elérte a megfelelő szintet szétterül, ami akár második rétegsort is eredményezhet. Ilyenkor a medence értékelése során észre kell venni, hogy evaporitos esemény történt. A sóréteg később újra mobilizálódhat, ha újra nő a környezeti feszültség és a sűrűség-különbség.
A sórétegek, ha megfúrjuk nagyon vastagok, de oldalirányban csak néhány száz méter, esetleg kilométeres nagyságrendűek.
Az eredeti sórétegből csak egy nagyon vékony réteg jelzi, hogy valamikor abban a rétegben rakódott le.
Ha felszínre kerül a diapír teteje, akkor a csapadék sókarsztokat alakít ki.

## Külső hivatkozások
- www.geothink.hu, GeoTektonika[halott link]